# I Want to Run – Das härteste Rennen der Welt
I Want to Run – Das härteste Rennen der Welt ist ein deutscher Dokumentarfilm aus dem Jahr 2011 über den Transeuropalauf 2009 mit Achim Heukemes und Robert Wimmer in den Hauptrollen. Produziert wurde der Film von Filmband als klimaneutraler Kinofilm und zählt damit zu den weltweit ersten. Der deutsche Kinostart war am 24. Mai 2012.

## Inhalt
Regisseur Achim Michael Hasenberg und Kameramann Christoph Rose begleiten acht Extremläufer auf ihrer Odyssee durch Europa und an die Grenzen der eigenen Leistungsfähigkeit. Der vormalige Gewinner Robert Wimmer, der Profi-Läufer Achim Heukemes, ein Friseur aus Toulouse, ein an Multipler Sklerose erkrankter Familienvater, eine der schnellsten Ultramarathon-Läuferinnen der Welt, eine Hausfrau aus Tokio und zwei schwedische Offiziere – „I Want to Run“ dokumentiert ihren langen, harten Weg zum Ziel.

## Hintergrund
Der Transeuropalauf 2009 war einer der härtesten und längsten Ultramarathons der Welt: 4.500 Kilometer von Bari in Süditalien bis zum Nordkap in Norwegen. Pro Tag mussten die Läufer und Läuferinnen durchschnittlich ca. 70 Kilometer in 64 Etappen und ohne einen Pausentag bewältigen. Übernachtet wurde in Turnhallen, Kindergärten und Schwimmbädern auf der eigenen Isomatte.

## Rezeption

### Kino- und DVD-Auswertung
In Deutschland wurde der Film ab dem 24. Mai 2012 in 36 Städten im Kino gestartet, teilweise lief er bis zu drei Monate am Stück im selben Kino wie in Berlin und Dresden. Er zählt damit zu den erfolgreich ausgewerteten Kinodokumentarfilmen in 2012. Die DVD erschien am 2. November 2012 und erreichte auf der Bestsellerliste für Dokumentationen bei amazon.de Platz 2.

### Rezensionen
„Mit ‚I Want To Run‘ gelang dem Hamburger Regisseur Achim Michael Hasenberg ein fesselnder, faszinierender und vor allem berührender Dokumentarfilm voller wunderbarer Kinomomente. Kaum jemals hat ein Film die Lebenskraft, die Passion, aber auch die Disziplin, die das Laufen mit sich bringt, so auf den Punkt gebracht. Dramatik, Spannung, Triumph und Niederlage – in ‚I Want To Run‘ sind die großen Momente des Laufsports da, wo sie hingehören: auf der großen Leinwand.“

„Diese Menschen ruhen in sich, und das ist für spannendes Kino eigentlich Gift. Andererseits macht gerade diese Abneigung dagegen, alles zum menschlichen Drama zu erklären, diese Menschen so interessant.“

„‚I want to run‘ ist kein Film über die Fortsetzung der Ellbogengesellschaft in der Freizeit, sondern die Dokumentation einer Glückssuche.“

„Eine solche Leistung braucht keinen Kommentar, keine filmische Heroisierung, Achim Michael Hasenberg verzichtet glücklicherweise völlig darauf. Sein Film ist keine ‚Höllentour‘, wie Pepe Danquart die Tour de France einst filmisch beschrieb. Auch von Erweckungserlebnissen durch das Laufen ist kaum die Rede. Hasenbergs Helden traben, watscheln oder gehen recht unspektakulär durch Landschaften oder Städte, die sie vermutlich kaum wahrnehmen; ihre Körper leiden, aber auch das wird nicht übermäßig dramatisiert. Der Film selbst nimmt den Rhythmus von Ausdauersport an, bewegt sich gleichmäßig, aber mit einem starken Sog voran.“

„I Want to Run folgt der Chronologie der Ereignisse, wird ohne weiteren Kommentar über die Statements der Protagonisten erzählt und ist spannender als so mancher fiktionale Sportfilm. Nicht einmal zwei Drittel der Läufer gelangen ans Ziel. Ihre Offenheit vor der Kamera macht ihre Leidenschaft nachvollziehbar, selbst wenn man mit sportlichen Extremen nichts anfangen kann. Ein sehenswerter, höchst unterhaltsamer Film.“

## Auszeichnungen
- Publikumspreis für den besten Dokumentarfilm bei den Grenzland-Filmtagen 2011 in Selb
- Dritter Preis für den besten ausländischen Dokumentarfilm beim All Sports Film Festival 2011 in Los Angeles.
- Auszeichnung Mention D’Honneur beim Milano-International-FICTS-Fest 2012
- Jurypreis „Beste Produktion“ beim Internationalen Filmfestival 2013 in Taschkent/Usbekistan
- Ausgezeichnet vom Qatar Olympic & Sports Museum als einer der zehn besten Sportfilme, Doha, Katar, 2013

## Sonstiges
Der Film wurde weitgehend klimaneutral produziert. Alle während der Produktionsphase entstandenen Treibhausgase wurden durch Klimakompensation ausgeglichen. Zusätzlich wurde versucht, die Entstehung von Treibhausgasen bereits im Ansatz zu verhindern. Aus diesem Grund wurde häufig anstatt des Flugzeugs oder Autos der Zug benutzt und wo es möglich war, wurde Ökostrom bezogen. Auch wurden vereinzelt Elektroautos eines Carsharing-Anbieters genutzt sowie in Kombination mit dem Zug ein Faltrad. Der Film war als einzige klimaneutrale Filmproduktion beim Going-Green-Film-Fest in Los Angeles eingeladen.